# Pantanal FC
Pantanal FC is een Braziliaanse voetbalclub uit Ladário in de staat Mato Grosso do Sul.

## Geschiedenis
De club werd opgericht in 1987 als Ladário FC. De club speelde in 1998 voor het eerst in de hoogste klasse van het Campeonato Sul-Mato-Grossense. In 2003 werd de naam Ladário Pantanal FC aangenomen en dat jaar kon de club zich voor het eerst voor de tweede fase plaatsen. De club won de heenwedstrijd met 2-0 van Taveirópolis, maar verloor de terugwedstrijd met 3-1 en was uitgeschakeld. In 2004 werd de naam Pantanal FC aangenomen. In 2006 volgde een degradatie. Na één seizoen kon de club terugkeren dankzij een competitie-uitbreiding. Na twee seizoenen in de middenmoot eindigde de club in 2010 opnieuw op een degradatieplaats. 